# Passage entre la rue des Marchands et la rue des Serruriers
Le passage entre la rue des Marchands et la rue des Serruriers, est une voie de circulation de la ville de Colmar, en France.

## Situation et accès
Cette voie de circulation, d'une longueur de 75 m, se trouve dans le quartier centre.
On y accède par les rues des Marchands et des Serruriers.
Cette voie n'est pas desservie par les bus de la TRACE.